# Heiyantuduwa Raja

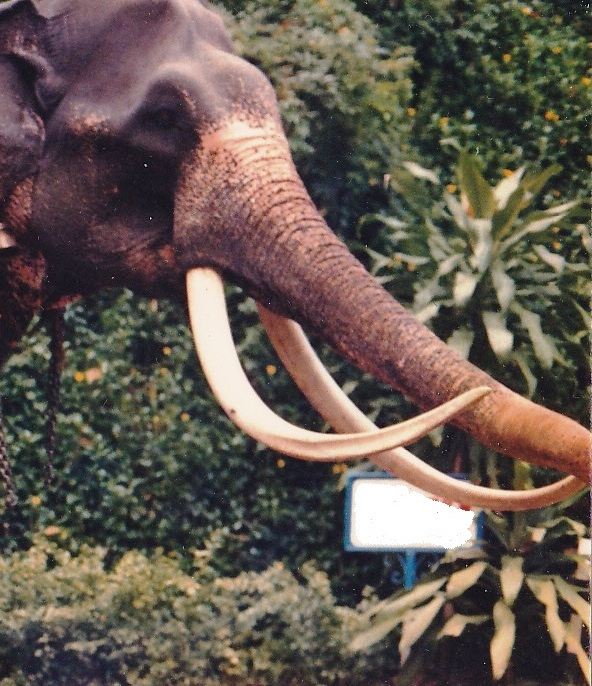
Heiyantuiduwa Raja

Heiyantuduwa Raja (singhalesisch හෙයියන්තුඩුවේ රාජා, † 6. November 2002) war ein Sri-Lanka-Elefant, der als Träger der Zahnreliquie des Buddha bei der Dalada-Perahera-Prozession benutzt wurde. Seine Stoßzähne maßen zu seinen Lebzeiten jeweils 2,3 m (7 ft 6 in) und galten als die längsten Stoßzähne eines Elefanten in Sri Lanka.

## Leben
Der junge Elefant wurde im Kattakaduwana-Dschungel im Distrikt Hambantota gefangen. Am 8. März 1945 wurde der Bulle (Tusker) von der Regierung von Britisch-Ceylon im Kachcheri von Hambantota öffentlich versteigert. William Gunasekara (Heiyantuduwa Ralahami) aus Heiyantuduwa in Biyagama erwarb ihn für Rupees 10.500.
Heiyantuduwa Raja wurde schon mehrere Jahre lang bei der Esala-Perahera-Prozession in Kandy eingesetzt, bevor er, nach dem Tod von Maligawa Raja 1989, die Ehre hatte die Zahnreliquie zu tragen. Dazu erhielt er die Erlaubnis von Neranjan Wijeyeratne, dem damaligen Diyawadana Nilame von Sri Dalada Maligawa. Elf Jahre lang, bis zum Jahr 2000 erfüllte er diese Aufgabe.
Diese Ehre wurde nur wenigen Elefanten gewährt. Heiyantuduwa Raja trug das Haupt-Reliquiar mit Buddha-Reliquien auch bei der Kelaniya Raja Maha Vihara Duruthu Perahera-Prozession, der Bellanwila-Perahera-Prozession und der Gangaramaya-Navam-Perahera-Prozession zusätzlich zu dem Sri-Dalada-Reliquiar.
Heiyantuduwa Raja starb am 6. November 2002; man geht davon aus, dass er zur Zeit seines Todes 78 Jahre alt war.

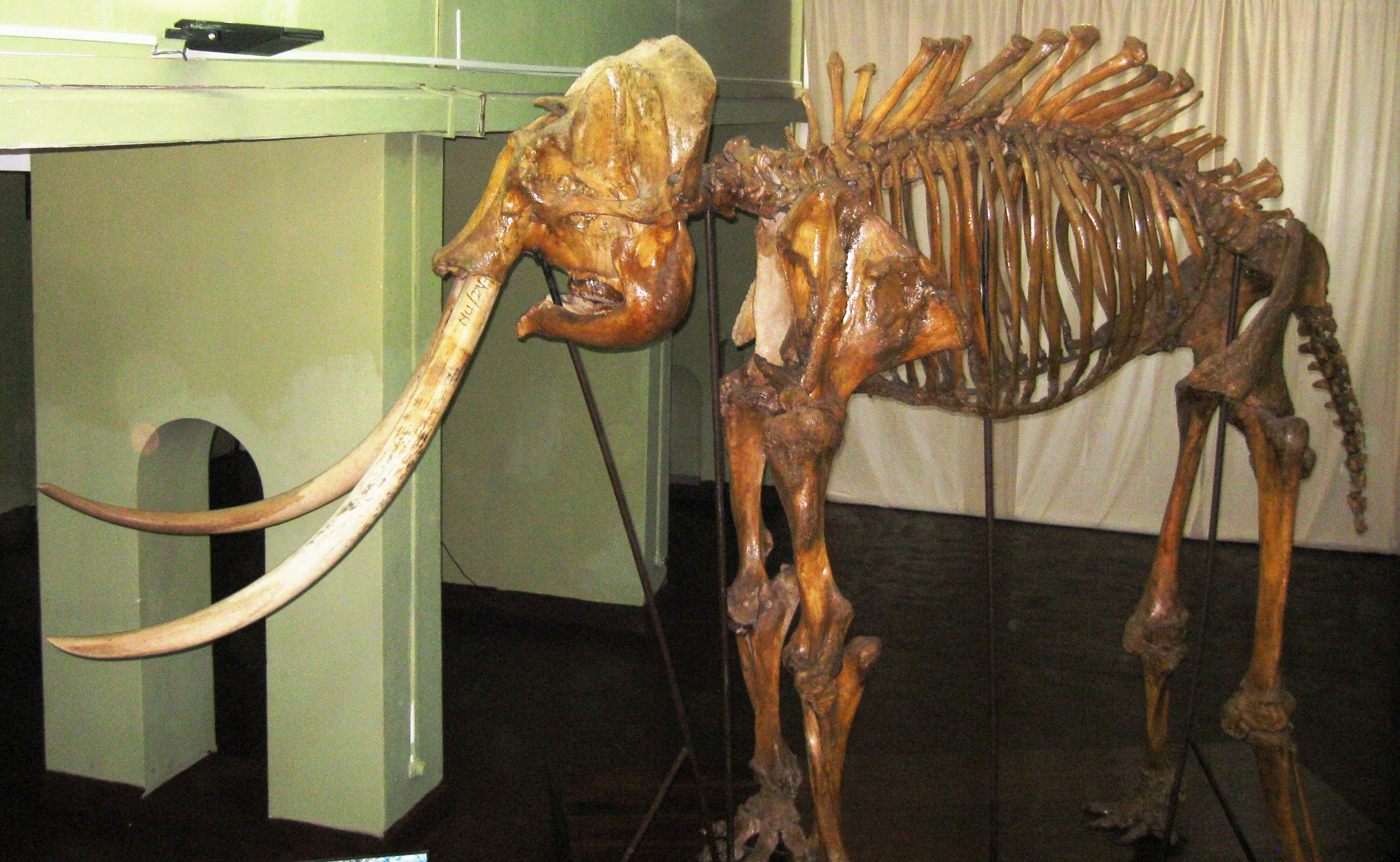
Heiyantuduwa Rajas Skelett im National Museum of Colombo

## Eigentümer

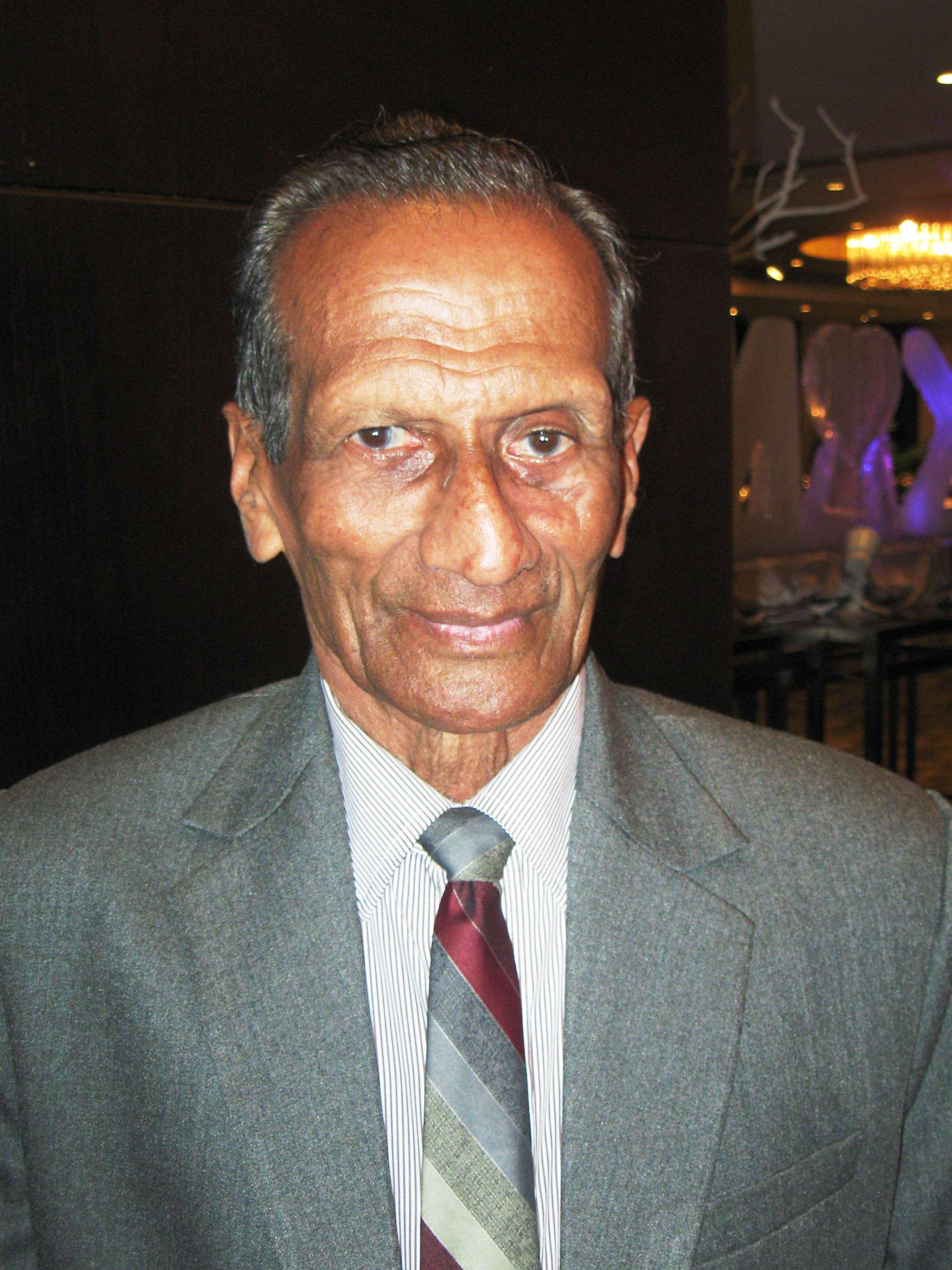
Henry Gunasekara, der letzte Eigentümer von Heiyantuduwa Raja

William Gunasekara war ein wohlhabender Großgrundbesitzer, der zu der Zeit schon 14 Elefanten besaß. Er erhielt später den Beinamen Heiyantuduwa Ralahami. Sein jüngster Sohn Henry Gunasekara aus Kandy erbte den Elefanten von ihm.

## National-Erbe
Nach dem Tod des Elefanten erhielt Henry Gunasekara ein Angebot von $ 120.000 von einer japanischen Firma. Er gab das Skelett jedoch der Regierung von Sri Lanka in Anerkennung seiner Verdienste um das kulturelle Erbe. Das Skelett wurde präpariert und wird seit dem 29. Januar 2013 im National Museum of Colombo ausgestellt.